# Blackstar (album Davida Bowiego)
Blackstar (oficjalnie ★) – dwudziesty ósmy i ostatni album studyjny Davida Bowiego wydany 8 stycznia 2016. Został zapowiedziany w listopadzie 2015, a jego wydanie zostało poprzedzone intensywną kampanią medialną i publikacją licznych wywiadów z osobami związanymi z jego tworzeniem.
Album został nagrany w nowojorskim studiu The Magic Shop. Do nagrania płyty Bowie zaprosił grupę muzyków jazzowych pod kierownictwem Donny’ego McCaslina.
Pierwszym singlem promującym album był tytułowy „Blackstar”, którego fragment użyty został także jako motyw przewodni serialu The Last Panthers. Drugim singlem był utwór „Lazarus” napisany wcześniej do przedstawienia Lazarus, którego brytyjska premiera odbyła się na antenie BBC Radio 6 Music, a amerykańska w programie The Late Show with Stephen Colbert, gdzie była śpiewana przez Michaela C. Halla. Po nagłej śmierci artysty, 10 stycznia 2016, w dwa dni po oficjalnej premierze płyty, Tony Visconti określił ją jako „pożegnalny prezent od Bowiego”. 6 kwietnia 2016 wydano trzeci singel z albumu, „I Can’t Give Everything Away”, z animowanym teledyskiem autorstwa Jonathana Barnbrooka.
Album zebrał bardzo pozytywne recenzje krytyków, ogólna ocena w serwisie Metacritic wynosi 87% na podstawie 43 pozytywnych recenzji. Odniósł także duży sukces komercyjny, dotarł na pierwsze miejsce na listach bestsellerów w co najmniej 22 krajach, a w dziesięciu krajach zdobył status złotej lub platynowej płyty.

## Nagrywanie i produkcja
Geneza albumu związana jest z dwoma warsztatami muzycznymi z 9 czerwca i 14 listopada 2014, w których wziął udział Bowie i jazzowa wokalistka Maria Schneider. W nagraniach uczestniczył także długoletni współpracownik Schneider Donny McCaslin, który z kolei zaprosił do nagrań perkusistę Marka Guiliana. Pomiędzy pierwszą a drugą sesją Bowie wraz ze Schneider i późniejszym producentem albumu, Tonym Viscontim, udali się na koncert kwartetu McCaslina do nowojorskiego klubu 55 Bar. Dzień po koncercie Bowie zaproponował McCaslinowi współpracę i wspólne nagranie jednej piosenki – pierwszej wersji „'Tis a Pity She Was a Whore”. Po drugim warsztacie, w trakcie którego nagrano pierwszą wersję „Sue (Or in a Season of Crime)”, Bowie zaproponował McCaslinowi i jego muzykom współpracę przy nagraniu całego albumu.
W połowie 2014 Bowie wraz z perkusistą Zackiem Alfordem i producentem Tonym Viscontim nagrali w studiu Magic Shop kilka wstępnych wersji piosenek na planowany wówczas przez Bowiego nowy album. Po nagraniu utworów Bowie pracował samotnie przez pięć miesięcy w jego domowym studiu i w styczniu 2015 Bowie zaprosił kwartet McCaslina do studia i wspólnego nagrania nowych utworów. Piosenki zostały nagrane w trakcie trzech sesji – 3–8 stycznia, 2–6 lutego i 20–24 marca 2015 studiu Magic Shop. W ostatnim dniu pierwszej sesji nagraniowej, w urodziny Bowiego, w studiu zorganizowano małe przyjęcie urodzinowe w czasie którego muzycy zaprezentowali Bowiemu „niecodzienną” (outré) wersję „Happy Birthday”. W trakcie nagrywania płyty, w studiu zawsze przebywał Muffin – pies Bowiego.  Po zakończeniu głównych sesji, w późniejszym czasie dograno jeszcze kilka dodatkowych overdubbingów.
W czasie powstawania płyty Bowie od dłuższego czasu chorował na raka, o czym jednak wiedziała tylko jego rodzina i najbliżsi współpracownicy, między innymi Visconti, ale o szczegółach choroby nie wiedzieli zaproszeni do współpracy muzycy. W trakcie nagrań Bowie przechodził chemoterapię i stracił włosy na głowie oraz brwi, artysta przyznał, że choruje i jest osłabiony, ale nie powiedział jak poważny jest jego stan (terminalna faza raka).
Prawie wszystkie utwory, które zostały zarejestrowane, zostały wcześniej nagrane przez Bowiego jako dema w jego domowym studiu i zaprezentowane muzykom sesyjnym.
„Blackstar” został nagrany w dwóch częściach i w dwóch wersjach – jedna z saksofonem, druga z fletem. Ostateczna wersja utworu, od początku planowanego jako dwuczęściowa suita, składa się z połączonych wersji z fletem i saksofonem, z dogranym overdubbing fletu w końcowej części piosenki.
„’Tis a Pity She Was a Whore”, podobnie jak prawie wszystkie inne utwory na płycie, został nagrany ze wszystkimi muzykami obecnymi i wspólnie grającymi w jednym pomieszczeniu.  Według muzyków, tylko takie wspólne nagranie mogło zapewnić energię i spontaniczność jaka została utrwalona w nagraniu.
Znajdująca się na płycie wersja „Lazarusa” to drugie podejście do tego utworu które zostało nagrane. Według perkusisty Marka Guiliana, pierwsze podejście do utworu było zagrane bardzo dobrze, ale Bowie miał stwierdzić „świetnie, ale teraz zróbmy to naprawdę dobrze” i w drugim podejściu muzycy zagrali jeszcze bardziej agresywnie. Po nagraniu drugiej wersji, utwór został zagrany jeszcze kilka razy W jednej wersji basista Tim Lefebvre zagrał wstęp który spodobał się Bowiemu i w czasie miksowania został dołączony do drugiej zarejestrowanej wersji utworu.
„Sue (Or in a Season of Crime)” zostało nagrane w prostszej postaci niż wersja, która ukazała się na Nothing Has Changed. Bowie zachęcał muzyków do szybkiego, agresywnego grania.
Wersja demo „Girl Loves Me” miała dwie, komputerowe pętle perkusyjne, ale w wersji nagranej na płycie zarejestrowano tylko pojedynczy podkład perkusyjny. Podobnie jak w przypadku innych utworów, muzycy nagrywali tę piosenkę przebywając w jednym pomieszczeniu i w utworze słychać wiele „przeciekających” dźwięków – na przykład mikrofon który zarejestrował śpiew Bowiego uchwycił częściowo brzmienie perkusji.
Jedyny utwór z płyty, który nie miał nagranego wcześniej dema, ale został przedstawiony muzykom w studio przez Bowiego grającego na gitarze to „Dollar Days”.
Łącznie w trakcie sesji nagrano 15–16 utworów; siedem utworów z Blackstar, trzy utwory nagrane do sztuki Lazarus i przynajmniej pięć odrzuconych utworów które nie weszły na płytę, w tym stylizowaną na styl Hunky Dory piosenkę „When Things Go Bad”.
W trakcie drugiej sesji nagraniowej, na zaproszenie Bowiego studio odwiedził James Murphy z LCD Soundsystem. Bowie przedstawił Murphy’ego jako „miłego faceta którego będzie wszędzie pełno, będzie się do wszystkiego wtrącał i będziemy się świetnie z nim bawili”. W czasie jego pobytu w studio Murphy pomógł perkusiście Markowi Guiliana opracować podkład rytmiczny piosenki i użył przenośnego syntezatora typu EMS Synthi AKS do przefiltrowania niektórych instrumentów klawiszowca Jasona Lindera.
Według McCaslina w studiu panowała jazzowa atmosfera „demokratycznej współpracy”. Większość utworów została nagrana bardzo szybko, zazwyczaj nie grano żadnej piosenki więcej niż dwa, trzy razy. Wyjątkiem była nowa wersja „Sue”, która powstała w kilku bardzo zróżnicowanych wersjach, zanim Bowie zdecydował się na ostateczne brzmienie tego utworu.
McCaslin ocenił współpracę z Bowiem jako „bardzo otwartą”, muzycy mieli często pozostawioną wolną rękę przy interpretacji wcześniejszych wersji demo nagranych przez Bowiego.

W czasie nagrywania albumu słuchaliśmy dużo muzyki Kendricka Lamara. Naszym celem było nagranie albumu z inną muzyką niż rock.

W trakcie sesji nagraniowych muzycy często dyskutowali na temat powstających utworów i ich inspiracji, według McCaslina wspominano między innymi takie zespoły jak Boards of Canada i Death Grips. W niektórych utworach Bowie poprosił muzyków o bardzo dosłowne zapożyczenia z innych albumów czy piosenek, na „'Tis a Pity She Was a Whore” poprosił o solo zbliżone charakterem do solówki z utworu „Alpha & Omega” (oryginalnie Boards of Canada, ale granego także jako cover przez McCaslina i jego muzyków).

Powyżej pewnego poziomu artystycznego gatunek granej muzyki po prostu przestaje się liczyć.

Po zakończeniu pracy przez muzyków, Bowie i Visconti przenieśli się do studia Human, gdzie Bowie nagrał większość partii wokalnych i rozpoczęto ostateczne miksowanie albumu, ta część prac zakończyła się w czerwcu. Według producenta i reżysera dźwięku Tony’ego Viscontiego „chcieliśmy nagrać album Bowiego z muzykami jazzowymi, ale nie mieli oni koniecznie grać jazzu. Gdybyśmy użyli muzyków rockowych do grania jazzu, album brzmiałby zupełnie inaczej”.
Podczas miksowania płyty Bowie postanowił dokończyć pracę w studiu Electric Lady, gdzie przekazał taśmy Tomowi Elmhirstowi, inżynierowi dźwięku, który miksował i produkował między innymi albumy Adele i Franka Oceana.

## Opracowanie graficzne i teledyski
To jest pierwszy album Bowiego bez jego zdjęcia na okładce […] i trochę się martwię, że nie spodoba się to jego fanom. […] W dzisiejszych czasach rola okładki jest inna niż kiedyś; nie jest już głównym sposobem reklamy, od tego są wywiady i artykuły prasowe. Okładka musi pomagać w identyfikacji albumu, dobrze wyglądać we wszystkich nowoczesnych technologiach i wybijać się poza otaczający to wszystko szum.

Projektantem okładki i opracowania graficznego albumu był Jonathan Barnbrook, który już wcześniej współpracował z Bowiem przy albumach The Next Day, Heathen i Reality oraz opracował szatę graficzną wystawy David Bowie is. Z wyjątkiem pierwszego amerykańskiego wydania The Man Who Sold the World i brytyjskiego wydania The Buddha of Suburbia jest to pierwszy album Bowiego, na okładce którego nie ma zdjęcia artysty. Na okładce nie ma także żadnych liter z wyjątkiem znaku „★” oraz stylizowanego słowa „Bowie”, składającego się z czarnych symboli bazujących na kształcie gwiazdek.
W czasie promocji płyty Barnbrook obiecał, że projekt graficzny i elementy graficzne albumu zostaną udostępnione do darmowego załadowania po wejściu albumu do sprzedaży i dlatego wybrano font Virus Deja Vu typu open source. 28 stycznia 2016 wszystkie elementy graficzne zaprojektowane przez Barnbrooka zostały udostępnione na licencji Creative Commons NonCommercial-ShareAlike (Uznanie Autorstwa – Użycie Niekomercyjne – Na Tych Samych Warunkach). Grafiki dostępne są na stronie bowieblackstar.net.
Pomysł wykorzystania ideogramu „★” jako tytułu albumu pochodzi od Bowiego. Bowie był zainspirowany coraz szerzej i częściej używanymi znakami emoji. Znaczek gwiazdki został wybrany między innymi dlatego, że jest to oficjalny znak w zestawie Unicode i może być używany w różnych systemach, zarówno analogowych jak i cyfrowych.
Opracowanie graficzne albumu zostało zgłoszone do nagrody Designs of the Year 2016.
Do promocji albumu nagrano dwa teledyski z udziałem Davida Bowiego z utworami „Blackstar” i „Lazarus”.  Po śmierci artysty wydano trzeci, animowany teledysk z piosenką „I Can’t Give Everything Away” w którym wykorzystano elementy graficzne albumu.
Oprócz oficjalnych teledysków powstał także 16-odcinkowy serial złożony z krótkich, 15-sekundowych filmów inspirowanych muzyką z albumu.  Autorkami filmów są Carolynn Cecilia i Nikki Borges, które miały dostęp do muzyki z albumu przed jego oficjalną premierą.  Bowie nie brał czynnego udziału w nagrywaniu filmików, ale doradzał autorkom co do ich interpretacji jego muzyki.  W filmach wystąpiły między innym Tavi Gevinson i Patricia Clarkson.
Pierwszy odcinek UNBOUND: A ★ InstaMiniSeries został zaprezentowany 25 lutego 2016 w kanale #InstaMiniSeries w serwisie Instagram.

## Promocja i reklama
Album został zapowiedziany 13 listopada 2015. Został wydany 8 stycznia 2016 – w sześćdziesiąte dziewiąte urodziny Bowiego. Według oficjalnej strony Bowiego, jest to dwudziesty ósmy album studyjny tego artysty.
Na albumie umieszczono siedem utworów, piosenka tytułowa została wydana na singlu 20 listopada 2015. Utwór został użyty jako motyw przewodni serialu The Last Panthers.
Zarówno album, jak i singel promowany był 30-sekundowym filmem, teaserem.
Przed oficjalną zapowiedzią albumu, w prasie ukazały się informacje spekulujące o nowym, nadchodzącym albumie Bowiego i o jego zawartości. Niektóre z informacji z pierwszych przecieków okazały się być prawdziwe (tylko siedem utworów, 45 minut muzyki, jazzowy dźwięk), ale według oficjalnego przedstawiciela Bowiego większość informacji „o zawartości albumu i jego brzmieniu były nieprawdziwe”.
Przed ukazaniem się albumu w najbardziej znaczących magazynach muzycznych, takich jak „Q Magazine”, „Uncut”, „Rolling Stone” czy „Mojo” ukazały się liczne artykuły i wywiady z jego twórcami – muzykami i producentem Tonym Viscontim. David Bowie przed swoją śmiercią (10 stycznia 2016) nie udzielił żadnego wywiadu na temat albumu.
Wydanie płyty zostało poprzedzone intensywną kampanią reklamową w mediach społecznościowych. Album został zapowiedziany na oficjalnej stronie Bowiego, gdzie od tego czasu zaczęły się pojawiać regularne informacje na jego temat. Do komunikacji twitterowej stworzono hasztagi #Blackstar i #imablackstar. W Wielkiej Brytanii i Stanach Zjednoczonych rozpoczęto promocję albumu na dużych billboardach i posterach, a także przy pomocy szablonów graffiti. Fani Bowiego byli zachęcani do wspólnego tworzenia sztuki zawierającej elementy graficzne albumu pod hasłem „Be a part of the ★ Bowie Universe”.
Przed oficjalnym wydaniem albumu, został on nielegalnie udostępniony w Internecie.

## Przyjęcie krytyczne
| Źródło | Typ źródła | Ocena (%) |
| --- | ---------- | --------- |
| Allmusic | P          | 80        |
| Allmusic | S          | 90        |
| „Billboard” | P          | 80        |
| „cgm.pl” | P          | 100       |
| „Classic Rock” | P          | 70        |
| „Magazyn Gitarzysta” | P          | 80        |
| Metacritic | P          | 87        |
| Metacritic | S          | 88        |
| „Mojo” | P          | 80        |
| „New Musical Express” | P          | 80        |
| Onet.pl | P          | 100       |
| „Q Magazine” | P          | 80        |
| Rate Your Music | S          | 79        |
| „Rolling Stone” | P          | 80        |
| „Teraz Rock” | P          | 100       |
| „The Daily Telegraph” | P          | 100       |
| „The Independent” | P          | 80        |
| „The Times” | P          | 80        |
| „Uncut” | P          | 80        |
| Uwagi: •W tabeli ujęto źródła użyte w tekście •Typ źródła: ·P – recenzja profesjonalna ·S – portal społecznościowy •Oceny zostały znormalizowane na punkty procentowe |            |           |

Przed wprowadzeniem albumu do sprzedaży, wybrani krytycy muzyczni zostali zaproszeni do przesłuchania albumu. W Wielkiej Brytanii krytycy mieli okazję słuchać albumu w agencji PR Bowiego w Londynie. Muzyka zawarta na albumie jest określana jako, między innymi art rock, rock eksperymentalny i jazz eksperymentalny.

Nazywając jego nowy album ★ dał wszystkim mediom na świecie ból głowy niewidziany od czasu kiedy Prince zamienił swoje imię na symbol.

W serwisie Metacritic ogólna ocena albumu na podstawie 43 pozytywnych recenzji krytyków wynosi 87 punktów ze 100, a w serwisie Rate Your Music płyta została oceniona na 3,97 punktów z pięciu na podstawie ponad 6500 recenzji użytkowników.
Według uśrednionych ocen z innych publikacji obliczonych w serwisie Metacritic jest to jedenasta najlepsza płyta wydana w 2016.  Także według obliczeń Metacritic, album zdobył pierwsze miejsce na listach „top 10” opublikowanych przez krytyków muzycznych.
W społecznościowym serwisie Rate Your Music album otrzymał najwyższą ocenę wśród płyt wydanych w 2016.
Czasopisma „Rolling Stone”, „Mojo”, „Q”, „Classic Pop” i „New Musical Express” oceniły album na cztery gwiazdki z pięciu. Taką samą procentową ocenę, ale w skali ośmiu gwiazdek z dziesięciu, przyznał albumowi magazyn „Uncut”. Magazyn „Classic Rock” ocenił album na siedem gwiazdek z dziesięciu.
„Rolling Stone” ocenił album jako „najlepsze anty-popowe arcydzieło Bowiego od lat 70. – jest to jeden z najbardziej agresywnie eksperymentalnych albumów które kiedykolwiek nagrał. […] ”.
Według oceny „Mojo”, album przypomina formą wcześniejsze wydawnictwo Bowiego Station to Station – rozpoczyna się „epickim”, wieloczęściowym utworem, zawiera „gęste” utwory, jest pełna dziwnej atmosfery, ciężkich rytmów i wspaniałego śpiewania, ale muzycznie nie przypomina niczego wcześniej nagranego przez Bowiego. Według recenzenta, „genialność Bowiego (przy nagrywaniu albumu) polegała na wyrzuceniu za burtę jego zwyczajowych muzyków, których znane ręce doprowadziłyby zapewne do powstania bardziej ortodoksyjnych, płytszych utworów.
Według miesięcznika „Q”, po konwencjonalnych albumach Heathen, Reality i The Next Day, „z błyskotliwym i często mylącym ★ (wcześniej znanym jako Blackstar) wylądowaliśmy z zupełnie nowym miejscu”. W albumie można „odkrywać warstwę po warstwie, ★ można uznać za czwarty dobytek do «berlińskiej trylogii» (Low, „Heroes”, Lodger). Recenzent „Q” ocenia album na cztery gwiazdki z pięciu kończąc słowami „z niecierpliwością oczekujemy na następną wiadomość, jeżeli się ona kiedykolwiek pojawi, od tej zagadkowo odległej i ukrytej gwiazdy”.
Dla Rudy’ego Bolly z „Classic Pop” album reprezentuje „muzyczną mieszankę gatunków prosto z najlepszych czasów Bowiego. […] Rozentuzjazmowane jazzowe solówki zderzają się z groźnymi, zwichrowanymi wokalami i hiperaktywnymi beatami jungle prosto z sesji Earthling”. Według Bolly’ego teksty utworów są drugorzędne, a Bowie używa ich dźwięków prawie jak instrumentu, wyjątek stanowi „Lazarus”, w którym Bowie składa muzyczny hołd dla The Pixies. Dla Bolly’ego Darkstar to „największa i najbardziej zaskakująca niespodzianka w karierze Bowiego”.
Stephen Thomas Erlewine z AllMusic ocenił album na cztery gwiazdki z pięciu. Według Erlewine'a, muzyka płyty jest ponadczasowa, miejscami przypominająca scenę progresywną lat 70., czasami przywołującą drum’n’bass lat 90. Erlewine określa muzykę albumu jako „niekomercyjną ale i nie alienującą” – „chytrze zaczynający się najtrudniejszymi utworami, Blackstar rozpoczyna podróż od eksperymentalnych granic, kończąc się trzema popowymi piosenkami ubranymi w wymyślne elektroniczne dźwięki”.
„Uncut” poświęcił wydawnictwu obszerną trzystronicową recenzję w bardzo pochwalnym tonie. Autor recenzji, Michal Bonner, doszukuje się źródeł albumu we wcześniejszych albumach Bowiego – Outside i The Next Day i słyszy w nim także echa albumu Casting for Gravity nagranej w 2012 przez McCaslina. Według Bonnera album może sygnalizować początek nowej fazy artystycznej Bowiego i kończąc recenzję przypomina jeden ze sloganów, który reklamował w 1977 album Heroes – „Tomorrow belongs to those who can hear it coming” (Przyszłość należy do tych, którzy ją słyszą, kiedy nadciąga).
Według „New Musical Express”, muzycznie album jest całkowitą odwrotnością jego poprzednika, The Next Day. O ile poprzedni album „zawierał tęskne odnośniki do pełni art-rockowych osiągnięć lat 70. i wyglądało na to, że wieczny futurysta zaczynał spoglądać wstecz […], nowy album obraca rakietę o 180 stopni i kieruje ją w stronę Księżyca”. Album nie został oceniony jako „klasyczny Bowie”, ale autor recenzji uznał go za „nieustająco intrygujący”.
Stephen Dalton z miesięcznika „Classic Rock” ocenił album na siedem gwiazdek z dziesięciu i napisał o niej „Składa się do strzału, strzela i trafia.[…] Z jego siedmioma, długimi piosenkami album jest bardziej skoncentrowany niż jego poprzednik, a przy tym bardziej wyzywająco artystyczny i mniej popowy”. Jako dwie najsłabsze piosenki ocenia utwory „Lazarus” i „Girl Loves Me”, pisząc o „Lazarusie” – „całkiem niewyróżniający się dwu-akordowy produkcyjniak”. Ogólnie Dalton ocenił album pozytywnie pisząc „przez ostatnie 25 lat jego działalności artystycznej Bowie co najwyżej udawał awangardowego muzyka, którym potrafi być, grając co najwyżej standardowego i bezpiecznego indie rocka. Z tym albumem udał się w dalszą podróż, tworząc jego najbardziej brawurowe i bezkompromisowe nagranie od czasu jego klasycznych albumów nagranych z Brianem Eno” (czyli „trylogia berlińska”).

Blackstar zaczyna się egzekucją, a później robi się jeszcze ciemniej

Opublikowana w „Billboardzie” 7 stycznia, na trzy dni przed śmiercią Bowiego, recenzja autorstwa Jody’ego Rosena została zatytułowana „Blackstar Bowiego jest wypełnione utworami o śmierci i zagładzie”. Recenzent podkreśla ciemny i mroczny charakter płyty i podobnie jak inni recenzenci, nie próbuje nawet odcyfrowywać przekazów słów piosenek, zostawiając to dla „najbardziej gorliwych słuchaczy”. Według „Billboardu”, żaden z dalszych utworów nie jest tak samo dobry jak tytułowy, ale wszystkie są prawie tak samo dobre. Recenzent zwraca uwagę na różnorodne style muzyczne obecne na płycie i zwraca uwagę, że pomimo iż grają na nim muzycy typowo jazzowi, to zawarta na nim muzyka nie ma wiele wspólnego z samym jazzem.
Neil McCormick, krytyk muzyczny z The Daily Telegraph, po pierwszym przesłuchaniu materiału ocenił go jako „nadzwyczajny”.

Tym albumem najstarszy rock’n’rollowy futurysta powrócił do swojej pierwszej miłości. […] Saksofon był pierwszym instrumentem Bowiego […] i jak sam kiedyś powiedział, że w wieku 14 lat nie wiedział, czy chce być piosenkarzem rockowym czy następnym Johnem Coltrane’em.[…] Album, który Bowie nagrał z jego hardcorową jazzową grupą to nie jest muzyka, którą fani jazzu łatwo rozpoznają, ale to ją czyni jeszcze lepszą. W swojej najlepszej postaci free jazz należy do najbardziej zaawansowanej technicznie i śmiałej muzyki, ale niezwykle trudnej do słuchania dla niewtajemniczonych. […] W intrygującym eksperymencie Bowie wziął tę intrygującą i dziką formę, i spróbował zmienić ją w piosenki. Blackstar jest albumem, na którym słowa i muzyka powoli wyłaniają się z dźwiękowego mokradła, aby w końcu złapać słuchaczy w ich melodię. Nigdy wcześniej free jazz nie zbliżył się tak blisko do popu.

Krytyk muzyczny „The Guardian”, Alexis Petridis, napisał, że jest to album „niepoznawalnego artysty, który niezłomnie ignoruje własną muzyczną przeszłość”. Według Petridisa, zawarta na albumie wersja „Sue (Or in a Season of Crime)” ma cięższe, bardziej gitarowe brzmienie niż jej wcześniejsza wersja, tytułowa piosenka jest „naprzemiennie wspaniała, niepokojąca i kompletnie pogmatwana”, ale reszta albumu nie jest już tak ciekawa, ani zaskakująca. Petridis ogólnie chwali album za jego nieoczekiwaną zawartość i nową, niespodziewaną ścieżkę muzyczną wybraną przez artystę cytując przy tym słowa utworu „I Can’t Give Everything Away” jako opisujące niepoznawalność Bowiego i albumu „saying no but meaning yes, that is all I ever meant, that’s the message that I sent” („mówiąc nie, ale myśląc tak, to wszystko co zawsze miałem na myśli, to przekaz, który wysłałem”).
Dla Camerona Adamsa z australijskiego serwisu internetowego news.com.au jest to „dziwna, ale ekscytująca przejażdżka, podczas której Bowie ponownie zakochał się w saksofonie i ciągle pozostaje zachwycająco niezainteresowany tworzeniem przystępnej muzyki radiowej. […] Dobrze słyszeć, że ciągle jest z nami i tworzy własną muzykę, która pozostaje tam gdzie była zawsze wcześniej – w swojej własnej lidze”.
Równie wysoko album został oceniony przez Jamesa McNaira – „zadziwiający powrót do formy”, zazwyczaj piszącego dla „Mojo” i „Q”, w recenzji opublikowanej w The National, podkreśla przy tym znakomicie brzmiący głos Bowiego „od głębin jego barytonu po szczyty falsetu”. McNair kończy recenzję pisząc „Bowie nie występował publicznie od 2006, a najlepsze piosenki z Blackstar – jej supernowe – zasługują na występ przed publicznością”.

Bowie efektywnie odcina się od swojej przeszłości i odważnie zaczyna szukać nowej przyszłości w siedemdziesiątym roku życia, kiedy inni artyści zaczynają kończyć ich działalność artystyczną. Ale Bowie nie jest jak inni artyści.

Recenzent muzyczny brytyjskiego The Independent, Andy Gill, ocenił album na cztery gwiazdki z pięciu pisząc „Bowie powrócił – znowu – ale jego nadchodzący album zabiera go w bardzo dziwnym kierunku […], jest to najbardziej ekstremalny album w jego karierze, na «Blackstar» oddalił się od popu jak jeszcze nigdy dotąd”. Wysoko ocenia cały album i jak wielu recenzentów szuka w nim odniesień do przeszłych dokonań Bowiego, na przykład opisując „'Tis a Pity She Was a Whore” i „Sue (Or in a Season of Crime)” – „stanowią odsyłacze do przejściowych eksperymentów ze Station to Station, ale z mniej ciekawymi melodiami z mniej przyjemną formą”. Gill kończy recenzję słowami „Finał albumu sugeruje, że Bowie jest zdecydowany zerwać ze swoją przeszłością, ale zdaje sobie sprawę, że już na zawsze z nią pozostanie – niezależnie od tego jak bardzo będzie próbował”.

singel „Blackstar” nie wspiął się na żadne listy przebojów, ale jest to refleksja naszych czasów, a nie samej piosenki.

Tim De Lisle pisząc dla „The Mail on Sunday” przedstawił album jako odważny i eksperymentalny, określając przy tym jego gatunek muzyczny jako „proteański pop grany przez jazzmanów”. De Lisle opisał album na tle współczesnej mu sceny muzycznej określonej jako bardzo zachowawcza i nieoryginalna, uznał przy tym, że singel „Blackstar” był „najodważniejszym singlem roku wydanym przez dużą gwiazdę i to w dodatku wydanym przez starszego pana, który już w 2012 zakwalifikował się do pobierania emerytury”. Do innych wyróżniających się utworów De Lisle zaliczył „Lazarusa” – „sześć minut powolnie płonącej magii”, „Girl Loves Me” – „wyrafinowana piosenka pop z dobrze trafioną swawolnością”, „Dollar Days” – „folkowa ballada, puszysta i wzruszająca, przypominająca «Space Oddity»” oraz „I Can’t Give Everything Away” – „eligijny electropop przypominający niedoceniany «Thursday’s Child» z 1999”.

Rock jest ciągle młody. Zaczęli to wszystko Little Richard i Chuck Berry, którzy jeszcze żyją. Bowie użył siedmiu dekad swojej wiedzy i doświadczenia, aby nam pokazać, w jakim kierunku ta muzyka może się jeszcze rozwinąć.

Will Hodgkinson w „The Times” strawestował powiedzenie George’a Shawa pisząc „rock’n’roll marnuje się na młodych”. Hodgkinson wysoko ocenił album (cztery gwiazdki z pięciu), zwracając uwagę na to, że Bowie w odróżnieniu od prawie wszystkich starzejących się artystów, nie śpiewa bezpiecznych i klasycznych standardów, ani nie udaje, że jest już młody i nic się nie zmieniło – podąża za to własną ścieżką bez względu na modę. Jako jedyny słaby punkt albumu Hodgkinson uważa „Girl Loves Me”, w którym to zdaniem Hodgkinsona „Bowie próbuje rapowanie – jednej z tych rzeczy, które jak skateboarding i ketamina powinny być pozostawione dla młodych ludzi”.
Z powodu obecności na płycie muzyków jazzowych, album został także zrecenzowany w niektórych publikacjach stricte jazzowych i nie tylko w prasie popularnej i rockowej.  Recenzent JazzTimes Michael J. West określił płytę jako „ani jazzową, ani łatwą do słuchania, ale niemożliwą do zignorowania”.  Według Westa „Bowie wciągnął McCaslina i spółkę na jego własną orbitę” i jego krótki flirt z jazzem zakończył się na singlu „Sue (Or in a Season of Crime)” z 2014.  Cały album został oceniony przez Westa bardzo wysoko i podobnie jak inni recenzenci zwrócił on szczególną uwagę na wirtuozerię muzyków i bardzo ciemną atmosferę utworów.
Płyta została wysoko oceniona także w recenzjach opublikowanych w prasie polskiej.  Maciej Kaczmarski z Onetu dał płycie pełną ocenę – 10/10. Muzykę zawartą na albumie określił jako „błyskotliwą, elegancką, wieloznaczną i zagadkową, skrzącą się ukrytymi gdzieś w tle niuansami”. Podkreślił, że początek jest „eksperymentalny”, ale jego zakończenie to „klasyczny” Bowie z utworami, które, podobnie jak wcześniejsze w twórczości Bowiego, zawierają wątki autobiograficzne.
W „Gazecie Wyborczej” Jacek Świąder opisał muzykę zawartą na płycie jako „niezłą ścieżkę dźwiękową na czasy paranoi i niepokoju”. Według Świądera prym wiedzie znakomita sekcja rytmiczna, podkreślił także solówki McCaslina. Muzykę zawartą na albumie uznał za największy zakręt w karierze Bowiego od albumu Low z 1977.
Grzegorz Bryk z Magazynu Gitarzysta opisał album jako będący „gdzieś na biegunie formalnego eksperymentu, dostatecznie artystycznego, by zachwycać się niebanalnym kolażem, ale i wystarczająco atrakcyjnego dla mainstreamu”.  Według niego warto zwrócić uwagę na „stoicką dojrzałość materiału, mimo często wyegzaltowanych wokali”.  Bryk uważa, że „emfatyczny charakter tuszuje jazzowy intelektualizm instrumentalistów. W połączeniu z popową formą wychodzi niesłychanie oryginalna, wysublimowana mieszanka o artystycznym sznycie łącząca w spójną całość tak odmienne kulturowo gatunki jak jazz i pop”.
Na pięć gwiazdek z pięciu ocenił album Michał Kirmuć z „Teraz Rock” pisząc „że za parę lat ★ będzie jednym tchem wymieniane z «berlińską trylogią» czy takimi płytami jak Outside. Bo to odważne i nowatorskie dzieło jednego z najważniejszych artystów ostatniego półwiecza”. Podobnie wysoko płyta została oceniona przez Karola Stefańczyka z „Codziennej Gazety Muzycznej”.

## Interpretacja
Jedną z charakterystycznych cech twórczości Bowiego są trudne do zrozumienia i niejednoznaczne teksty wielu z jego utworów. Począwszy od albumu Diamond Dogs Bowie wielokrotnie korzystał z opracowanej przez Williama Burroughsa techniki cut-up, polegającej na cięciu tekstu na jednolinijkowe paski i losowe ich układanie. W późniejszym czasie Bowie używał także specjalnego programu komputerowego o nazwie Verbasizer do losowego mieszania słów i fraz, z których później układał teksty utworów. Technika cut-up była na pewno użyta przez Bowiego na płytach „trylogii berlińskiej” (Low, „Heroes” i Lodge) oraz na nieco późniejszym Outside. Bowie rzadko kiedy pozwalał sobie na to, aby jego teksty były jednoznaczne i łatwe do interpretacji; do takich nie zaliczają się też słowa utworów z Blackstar, gdzie jak podejrzewają niektórzy krytycy, Bowie także użył techniki cut-up.
Producent płyty, Tony Visconti, opisał ją już po śmierci artysty jako „pożegnalny prezent od Bowiego”.

Zawsze robił to, co chciał robić. Chciał to zrobić w taki sposób i chciał to zrobić jak najlepiej. Jego śmierć niczym nie różniła się od jego życia – była częścią jego sztuki. Nagrał Blackstar dla nas, jako jego pożegnalny podarunek.

Wielokrotne odniesienia do „czarnej gwiazdy” – w tytule albumu, tytułowej piosence i na okładce, na której widnieje tylko czarna gwiazda, bez zwyczajowego portretu artysty, zostały zinterpretowane jako ukryte przesłania od Bowiego na temat jego nadciągającej śmierci. W języku angielskim słowa black star odnoszą się do wielu rzeczy, które w różny sposób mogą być połączone ze śmiercią. W astrofizyce określenia black star i dark star są używane jako nazwy różnego typu „martwych” obiektów astronomicznych (czarne dziury, „martwe” obiekty w rodzaju czarnych karłów). W radiografii black star bywa używane do opisania pewnego rodzaju zmian patologicznych powodowanych przez niektóre odmiany raka.
Zauważono także możliwe odniesienie do piosenki Elvisa Presleya z 1960 zatytułowanej „Black Star”. W utworze Presley śpiewa między innymi „każdy z nas ma czarną gwiazdę / czarną gwiazdę na ramieniu / kiedy zobaczy swoją czarną gwiazdę / wie, że kończy się jego czas” („Every man has a black star / A black star over his shoulder / And when a man sees his black star / He knows his time, his time has come”). Bowie był dużym fanem Presleya i określał jego muzykę jako bardzo wpływową na własną twórczość.
Niektórzy z komentatorów doszukują się w albumie, a szczególnie w tytułowym utworze i jego teledysku przesłań związanych z okultyzmem.  Według takich interpretacji „czarna gwiazda” odnosi się do okultystycznego symbolu midnight sun mającego symbolizować między innymi „ducha człowieka świecącego przez ciemność jego ludzkiego organizmu”, według innych zwolenników interpretacji okultystycznej „czarna gwiazda” ma symbolizować Ozyrysa.  Bowie już wcześniej w jego karierze użył wielokrotnych odniesień do okultyzmu opisanego przez Aleistera Crowleya i według takich interpretacji „Blackstar stanowi kontynuację «mitologii Bowiego». Drobiazgowo zaplanowany aby zmienić śmierć Bowiego w część jego sztuki.  Symbolika Blackstar wiąże ze sobą kilka najbardziej znanych elementów kariery Bowiego w ostateczną narrację, która potwierdza wyjątkowe znaczenie okultyzmu w jego sztuce”.
Według zwolenników teorii spiskowych album zawiera liczne ostrzeżenia przed nadciągającą apokalipsą.
 ; „Blackstar”
Tony Visconti opisał utwór jako składający się z dwóch osobnych piosenek, które zostały połączone w jeden utwór, ale według grającego na instrumentach klawiszowych Jasona Lindnera utwór od początku był napisany jako dwuczęściowa suita z improwizacją łączącą obydwie części utworu.
Według jednego z muzyków biorących udział w nagraniu albumu, piosenka miała być o ISIS, ale Bowie, poprzez jego rzecznika prasowego, zaprzeczył temu.

To dobrze, że temu zaprzeczył, ponieważ piosenki Bowiego powinny być o niczym, co pozwala im być o wszystkim

Recenzent „The Atlantic” zinterpretował utwór jako dotyczący ego, chęci sławy, wnoszenia się ponad przeciętność i chęci bycia podziwianym.
 ; „’Tis a Pity She Was a Whore”
Tytuł utworu jest zapożyczony z tytułu dramatu ’Tis Pity She’s a Whore Johna Forda z 1629. Według oficjalnej strony artysty „utwór honoruje szokującą rzeczywistość I wojny światowej” i brzmi tak „jak brzmiałby rock, gdyby tworzyli go zwolennicy wortycyzmu”.
 ; „Lazarus”
Trzeci utwór na płycie i drugi singel z albumu. Utwór został napisany do sztuki pod tym samym tytułem, której współautorem był Bowie. Piosenka może być interpretowana jako śpiewana z punktu widzenia Thomasa Jerome’a Newtona – kosmity granego przez Bowiego w filmie Człowiek, który spadł na ziemię, ale także jako przynajmniej częściowo autobiograficzna. Po nagłej i niespodziewanej śmierci Bowiego wielu fanów zinterpretowało album, a szczególnie właśnie piosenkę „Lazarus” jako formę pożegnania się muzyka z życiem.
 ; „Sue (Or in a Season of Crime)”
Nowa wersja wcześniej już nagranego przez Bowiego utworu. Piosenka została opisana jako zawierająca „dziką zwierzęcość”, a jej atmosfera „prawie jak z filmów Lyncha”. Słowa utworu są otwarte do interpretacji i niejasne – mogą być rozumiane jako próba przebłagania nieznanej, tytułowej Sue przez paranoidalnego narratora utworu; według słów innego krytyka jest to „tragedia o miłości, śmierci i nieporozumieniu”.
 ; „Girl Loves Me”
Utwór jest częściowo napisany w wymyślonym przez Anthony’ego Burgessa slangu nadsat oraz w brytyjskiej, gejowskiej gwarze polari. W piosence Bowie wielokrotnie powtarza słowa „where the fuck did Monday go”, które są „ewokacyjne, ale niewytłumaczone”.
 ; „Dollar Days”
Spokojny, niemalże kojący utwór określany jako „najbardziej uroczy z całej płyty” oraz „ciepły i wypełniony humanizmem”, opisany także jako najbardziej przystępny na płycie. Bowie śpiewa tęsknie o angielskim, idyllicznym krajobrazie, którego już może nie zobaczyć, ale nie jest z tego powodu smutny. Śpiewa o śmierci, o której wie, że nadciąga, ale jej się nie boi i chce przy tym, nie zapominając o innych, raz jeszcze zrobić im jakąś sztuczkę („I’m dying to / Push their backs against the grain / And fool them all again and again”). Według „The Atlantic” utwór brzmi jak manifest obrazoburczego artysty, który chce utrzymać adorujących go fanów w pewnym dystansie od siebie, podobnie interpretuje słowa Bowiego inny recenzent pisząc, że piosenka opisuje proces twórczy artysty idącego wbrew popularnym trendom.
 ; „I Can’t Give Everything Away”
Ostatnia piosenka z albumu, której muzyka została określona jako „ciepła” i najprostsza do interpretacji. Jej tytuł (w wolnym tłumaczeniu „Nie mogę rozdać wszystkiego”) mógł być sloganem ostatniej fazy jego życia oraz stwierdzeniem, że nie może podzielić się wszystkimi swoimi pomysłami – niektóre z nich muszą pozostać jego prywatnymi myślami. Bowie śpiewa „Nie mam czasu aby dać ci wszystko co mam” („I haven’t time to give you everything I have to give”) i dodaje  „Widząc więcej, czując mniej / Mówiąc tak, ale myśląc nie / To wszystko co zawsze miałem na myśli („Seeing more and feeling less / saying no but meaning yes / this is all I ever meant”).

## Notowania
- iTunes[94]:
  - Australia: 1
  - Brazylia: 1
  - Francja: 1
  - Hiszpania: 1
  - Kanada: 1
  - Niemcy: 1
  - Stany Zjednoczone: 1
  - Wielka Brytania: 1
  - Włochy: 1
- Narodowe:

| - Argentyna: 1 - Australia: 1 - Austria: 1 - Belgia: 1 - Chorwacja: 1 - Czechy: 1 - Finlandia: 1 - Francja: 1 - Dania: 1 - Grecja: 3 | - Hiszpania: 1 - Holandia: 1 - Irlandia: 1 - Japonia: 5 - Kanada: 1 - Korea Południowa: 29 - Meksyk: 2 - Niemcy: 1 - Norwegia: 1 - Nowa Zelandia: 1 | - Polska: 1 - Portugalia: 1 - Szkocja: 1 ( - Szwajcaria: 1 - Szwecja: 1 - Stany Zjednoczone: 1 - Tajwan: 18 - Węgry: 4 - Wielka Brytania: 1 - Włochy: 1 |

Adnotacje
1. 1 2 3 4 5 6 7 8 9 10 11 12 13 14 15 16 17 18 19  Debiut na pierwszym miejscu.
2. ↑  Trzeci album Bowiego na pierwszym miejscu australijskiej listy przebojów.
3. ↑  Szósty album Bowiego na pierwszym miejscu nowozelandzkiej listy przebojów, pierwszy kraj w którym Blackstar oficjalnie doszedł do pierwszego miejsca.
4. ↑  Pierwszy album Bowiego na szczycie amerykańskiej listy przebojów.
5. ↑  Dziesiąty album Bowiego na pierwszym miejscu brytyjskiej listy przebojów.
6. ↑  Oprócz pierwszego miejsca na liście przebojów, album zwyciężył także w kategorii najlepiej się sprzedających w 2015 płyt winylowych.

## Wyróżnienia i nagrody
Album został wyróżniony jako złota lub platynowa płyta w dziesięciu krajach (w nawiasach podano minimalną ilość sprzedanych płyt potrzebnych do zdobycia takie wyróżnienia w danym kraju):
- Australia: złota płyta (35 tys.)[116]
- Austria: złota płyta (7,5 tys.)[117]
- Belgia: platynowa płyta (30 tys.)[118]
- Dania: platynowa płyta (30 tys.)[119]
- Hiszpania: złota płyta (20 tys.)[120]
- Kanada: złota płyta (40 tys.)[121]
- Niemcy: złota płyta (100 tys.)[122]
- Nowa Zelandia: złota płyta (7,5 tys.)[123]
- Polska: platynowa płyta (20 tys.)[124]
- Wielka Brytania: platynowa płyta (300 tys.)[125][126]

W 2016 płyta była nominowana do niemieckiej nagrody muzycznej Echo w kategorii najlepszego albumu artysty zagranicznego (zwycięzcą został Ed Sheeran).
Teledyski ilustrujące utwory „Blackstar” i „Lazarus” zostały nominowane do Nordic Music Video Awards w kilku kategoriach (najlepszy reżyser, najlepsze zdjęcia, najlepsze kierownictwo artystyczne) oraz w głównej na najlepszy teledysk roku.
W 2016 album został nominowany do nagrody Billboard Music Awards w kategorii najlepszego albumu rockowego, do nagrody Mercury Price.  Album i zawarta na nim piosenka „Blackstar” zostały nominowane do pięciu nagród Grammy: najlepsze wykonanie piosenki rockowej, najlepsza piosenka rockowa, najlepszy album alternatywny, najlepsze opracowanie graficzne płyty, najlepiej nagrany album w kategorii muzyki nie klasyczne. 12 lutego 2017 roku otrzymał nagrody we wszystkich kategoriach w których został nominowany.
W lutym 2017 album został wybrany przez Music Producers Guild jako płyta roku 2016 i otrzymał statuetkę Brit Awards jako najlepszy brytyjski album roku.
„Blackstar” został uznany za album roku przez 23 magazyny, serwisy muzyczne i radiostacje, takie jak „Uncut” i „Mojo”, Double J, „Newsweek”, Paste, Treble, musicOMH, A.V Club, OOR.  Czytelnicy „Rolling Stone” dali uznali płytę za najlepszy album roku.  „Blackstar” został uznany także za płytę roku przez klientów brytyjskiej wersji serwisu Amazon.
14 serwisów umieściło go na drugim miejscu, w tym „Rolling Stone” i „Gazeta Wyborcza”; Vulture, Fopp, „Entertainment Weekly”, Red Bull i Variance uznały płytę za drugi najlepszy album roku.
Na miejscach trzecim, czwartym i piątym umieściło go odpowiednio dziewięć, cztery i sześć serwisów muzycznych, a na miejscach 6-10 – jeszcze 14 innych.

## Wydania
Album został wydany przez ISO Records należącą do Davida Bowie; w Wielkiej Brytanii, Europie, Ameryce Południowej i Japonii był rozprowadzany przez Columbia Records i Sony Music, w Stanach Zjednoczonych przez Columbia Records.  Na stronie internetowej artysty można było zakupić w przedsprzedaży także wydanie specjalne w postaci płyty winylowej z przeźroczystego winylu wytłoczonej w limitowanym nakładzie 5000 egzemplarzy, do której można było ewentualnie dobrać jeden bądź trzy plakaty litograficzne.
Różne formaty wydań nie różniły się zawartością, na wszystkich zawartych było tych samych siedem utworów.  W wersji cyfrowej dostępnej na iTunes do zakupu całego albumu dołączono także wideoklip w utworem „Blackstar”.

## Lista utworów
| Nr | Tytuł utworu                    | Długość |
| -- | ------------------------------- | ------- |
| 1. | „Blackstar”                     | 9:57    |
| 2. | „'Tis a Pity She Was a Whore”   | 4:52    |
| 3. | „Lazarus”                       | 6:22    |
| 4. | „Sue (Or in a Season of Crime)” | 4:40    |
| 5. | „Girl Loves Me”                 | 4:51    |
| 6. | „Dollar Days”                   | 4:44    |
| 7. | „I Can’t Give Everything Away”  | 5:47    |

## Twórcy
Muzycy (według opisu z płyty)
- David Bowie – śpiew, gitara akustyczna, produkcja, aranżacja instrumentów strunowych, gitara Fender na „Lazarus”, harmonijka na „I Can’t Give Everything Away”
- Donny McCaslin – flet, saksofon, instrumenty dęte
- Ben Monder – gitara
- Jason Lindner – fortepian, organy, instrumenty klawiszowe
- Tim Lefebvre(inne języki) – gitara basowa
- Mark Guiliana(inne języki) – perkusja, instrumenty perkusyjne
- James Murphy – instrumenty perkusyjne na „Sue (Or in a Season of Crime)” i „'Tis a Pity She Was a Whore”

Personel (według opisu z płyty)
- Tony Visconti – produkcja, aranżacja instrumentów strunowych, inżynier dźwięku
- Joe LaPorta(inne języki) – mastering
- Tom Elmhirst(inne języki) – miksowanie
- Kevin Killen – inżynier dźwięku
- Erin Tonkon – asystent inżyniera dźwięku, wokalista wspomagający na „'Tis a Pity She Was a Whore”
- Joe Visciano – asystent inżyniera dźwięku
- Kabir Hermon – asystent inżyniera dźwięku